# Atombunker Lüdersen

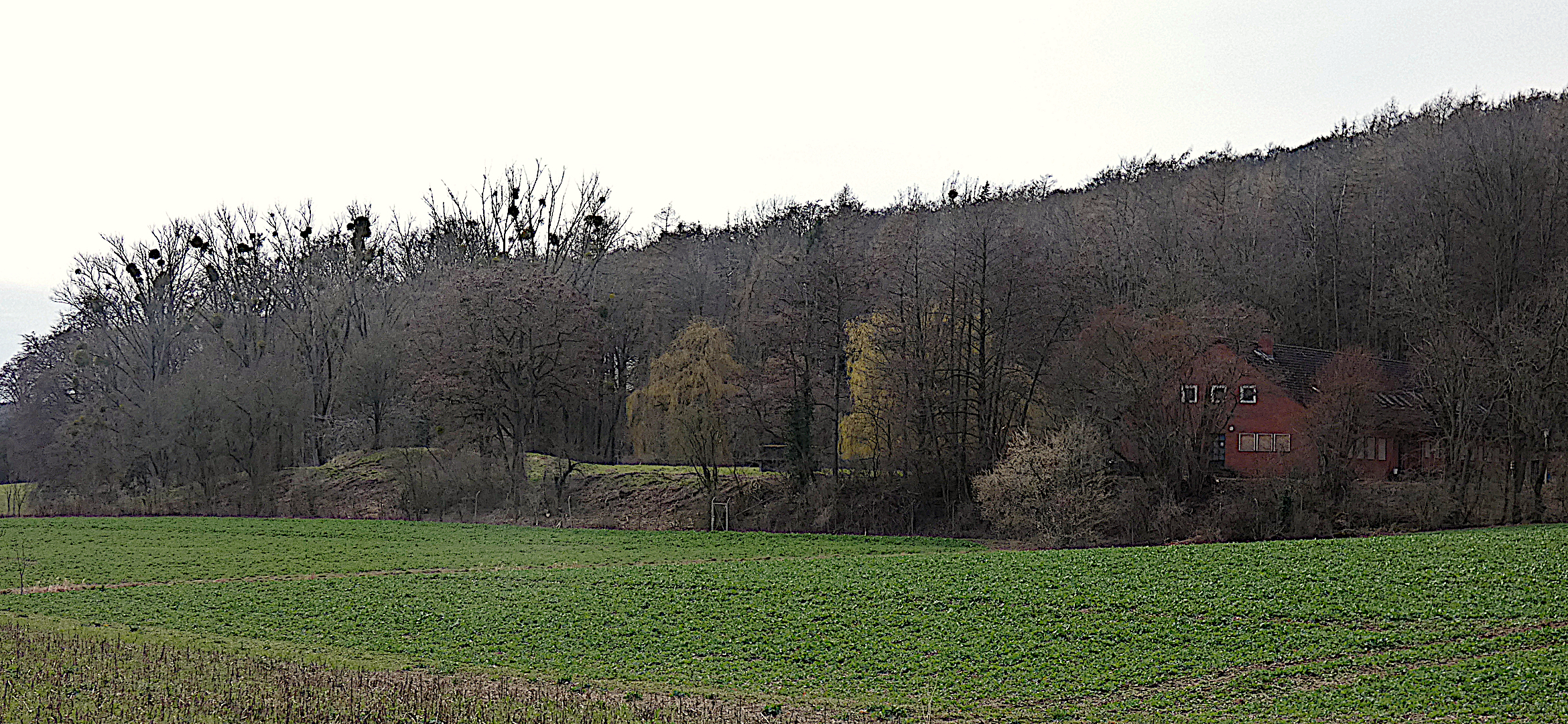
Der Bunker liegt links vom Gebäude unter der Aufschüttung

Der Atombunker der Bunkeranlage Holzweg ist ein denkmalgeschütztes Bauwerk bei Lüdersen, einem Stadtteil von Springe in der Region Hannover in Niedersachsen.
In dem in den 1960er Jahren für die Bundeswehr als atombombensichere Grundnetzschalt- und Vermittlungsstelle GSVBw 21 gebauten Bunker werden seit 2008 sensible Daten archiviert.

## Geschichte

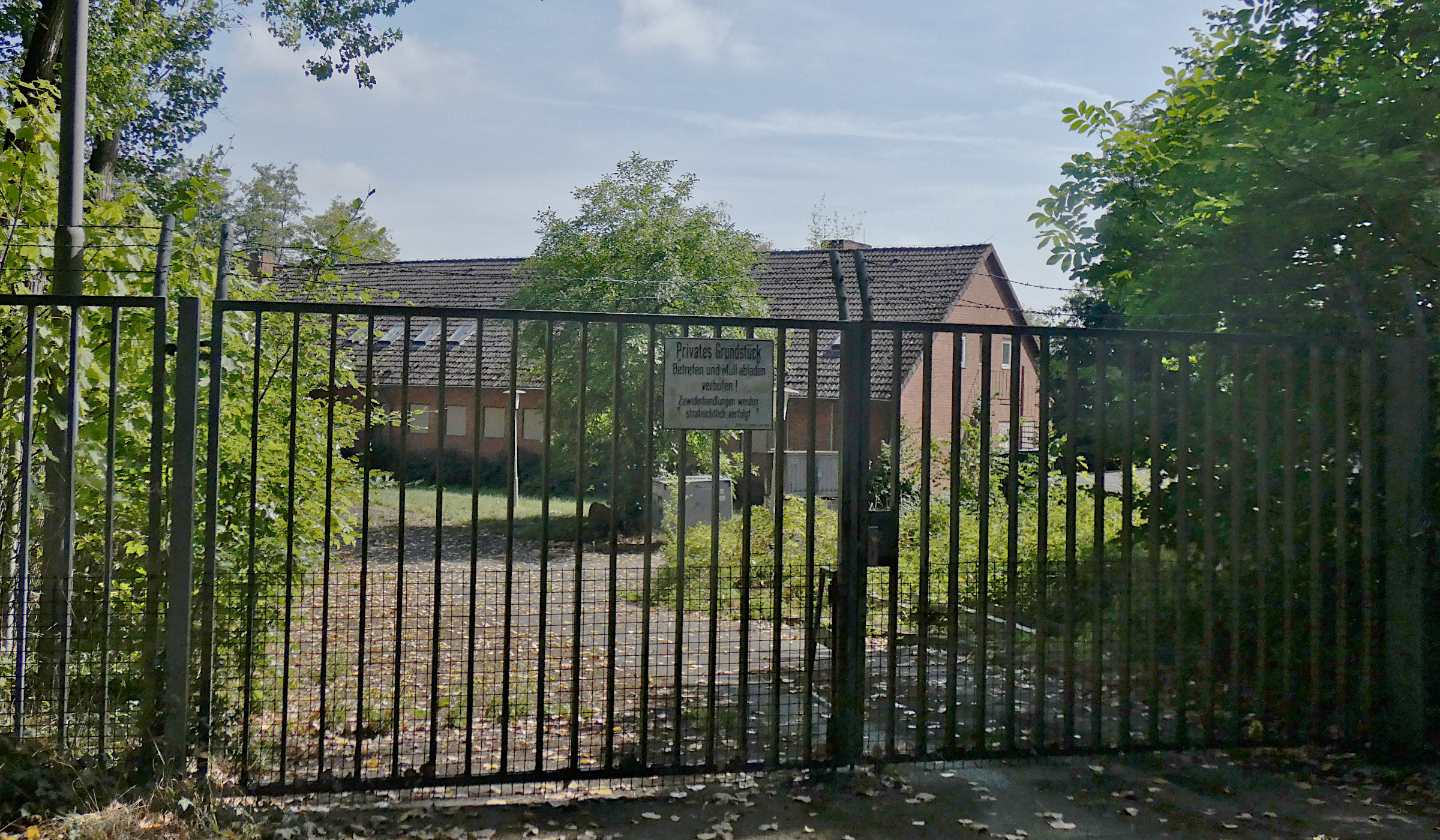
Haupttor der Bunkeranlage (2022)

Da das öffentliche Fernmeldenetz für den Fall einer militärischen Auseinandersetzung auf dem Gebiet der Bundesrepublik Deutschland als unsicher und zu leicht zerstörbar galt, plante die Bundeswehr ab 1957, ein eigenes unabhängiges militärisches Kommunikationsnetz aufzubauen.

### Bundeswehr
Mitte der 1960er Jahre begann der Bau einer ersten Serie von 34 Grundnetzschalt- und Vermittlungsstellen der Bundeswehr (GSVBw). 
Die Anlagen wurden im Abstand von etwa 50 bis 80 Kilometern voneinander in möglichst bevölkerungsarmen Gegenden platziert.
Zwischen den Vermittlungsstellen sollte das Bundeswehrnetz das gesamte Gebiet der Bundesrepublik in einer Maschenstruktur aus von der Deutschen Bundespost angemieteten Kabel- und Richtfunkverbindungen abdecken.
Im April 1969 hatten 27 der Anlagen den Betrieb aufgenommen.
Die Anlage in Lüdersen, aktenmäßig Hannover-Lüdersen, trug die Bezeichnung GSVBw21. Baubeginn war im Oktober 1964, die Fertigstellung im Jahr 1966.
Der Bau einer GSVBw kostete etwa 8 Millionen DM für die Gebäude und weitere 7 Millionen für die fernmeldetechnische Ausstattung.
Die Grundnetzschalt- und Vermittlungsstellen wurden mit wiederholten Verbesserungen und Anpassungen an neue technische Entwicklungen bis in die Mitte der 1990er Jahre betrieben.
Durch die immer moderneren Informations- und Kommunikationstechniken war das aus dem Kalten Krieg stammende System schließlich veraltet.
Der Dienstbetrieb in Lüdersen wurde im Jahr 1996 eingestellt.

### Leerstand
Ab Mai 1996 stand die Anlage in Lüdersen elf Jahre lang leer.
Die mit der Lage der Immobilie im Landschaftsschutzgebiet verbundenen Auflagen der unteren Naturschutzbehörde erschwerte es dem Bundesvermögensamt, einen Käufer zu finden. Angefragt wurde unter anderem die Nutzung als Hundeforschungsstation, Pferdehaltung, Ausflugslokal oder exklusives Wohngebiet.
Die ober- und unterirdischen Bauten der Bunkeranlage wurden 2002 in das Denkmalverzeichnis des Landes Niedersachsen aufgenommen.
In der nun von der Bundesanstalt für Immobilienaufgaben genutzten Anlage kam es wiederholt zu Vandalismus, der unter anderem im April 2007 den Einsatz von über 60 Beamten eines Spezialeinsatzkommandos erforderlich machte.

### Bunkermuseum
Der im Januar 2007 gegründete Verein Vorbei beabsichtigte, das Gelände mit dem Atombunker zu pachten oder zu kaufen, um dort ein Museum einzurichten.
Die Vereinsmitglieder kümmerten sich von Juli 2007 bis Januar 2008 ehrenamtlich um die Anlage. Sie versetzten die durch Vandalen beschädigten Teile der Einrichtung weitgehend in den Originalzustand und boten Führungen an.
Nachdem durch den Verkauf der Anlage die Nutzung als Museum nicht mehr möglich war, bot der Verein einen virtuellen Bunkerrundgang auf seiner Website an. Außer Informationen und Lageplänen gibt es dort einige hundert während der Betreuung des Anwesens in den Gebäuden und auf dem Gelände aufgenommene Fotos und einige Videos.

### Datenarchivierung
Anfang 2008 hatten zwei Anwälte aus Hannover die Bunkeranlage gekauft.
Das Unternehmerbüro der Region Hannover hatte das Geschäft mit der Firma Sapiensis angebahnt.
Erklärtes Ziel war, in einem Teil der Bunkeranlage sensible Daten unter größtmöglichen Sicherheitsvorkehrungen auf speziellen, international zertifizierten Speichersystemen zu archivieren.
Die im Bunker ständig gleichen Temperatur- und Lichtverhältnisse begünstigen die langfristige Lagerung von Datenträgern.
In Lüdersen sollten damit zunächst 16 Arbeitsplätze geschaffen werden.
Die Bunkeranlagen sollten erhalten bleiben, aber nicht öffentlich zugänglich sein.
Im Jahr 2013 wurden mehrmals Urban Explorer bei Hausfriedensbruch oder versuchtem Diebstahl am Bunkergelände festgenommen.
Weitere ähnliche Fälle wurden 2018 bekannt.

## Beschreibung
Die Bunkeranlage wurde etwa einen Kilometer südwestlich des Dorfes Lüdersen am Waldrand am Osthang des Süllbergs gebaut. Das Gelände an der Straße Holzweg liegt im 1967 eingerichteten Landschaftsschutzgebiet Süd-Deister.
Die gesamte Anlage der ehemaligen Grundnetzschalt- und Vermittlungsstelle umfasst eine Fläche von 1,52 ha. Davon sind etwa 20 Prozent bewaldet.
Die Einfahrt des mit einem Zaun und früher zusätzlich mit Wachhunden gesicherten Geländes liegt in der Nordostecke. Im  östlichen Bereich steht das in Nordsüdrichtung gebaute Dienstgebäude. Der Bunker liegt unter dem Zentrum des Grundstücks. Der Bunkereingang ist bei der Südwestecke. Der bewaldete Bereich am Westrand des Anwesens erschwert den Einblick vom dort angrenzenden Waldweg.
Die Einrichtung zur Nachrichtenübermittlung und die wehrtechnische Einrichtung zur Versorgung der Mannschaft sind im Atombunker Lüdersen weitgehend erhalten.

### Dienstgebäude

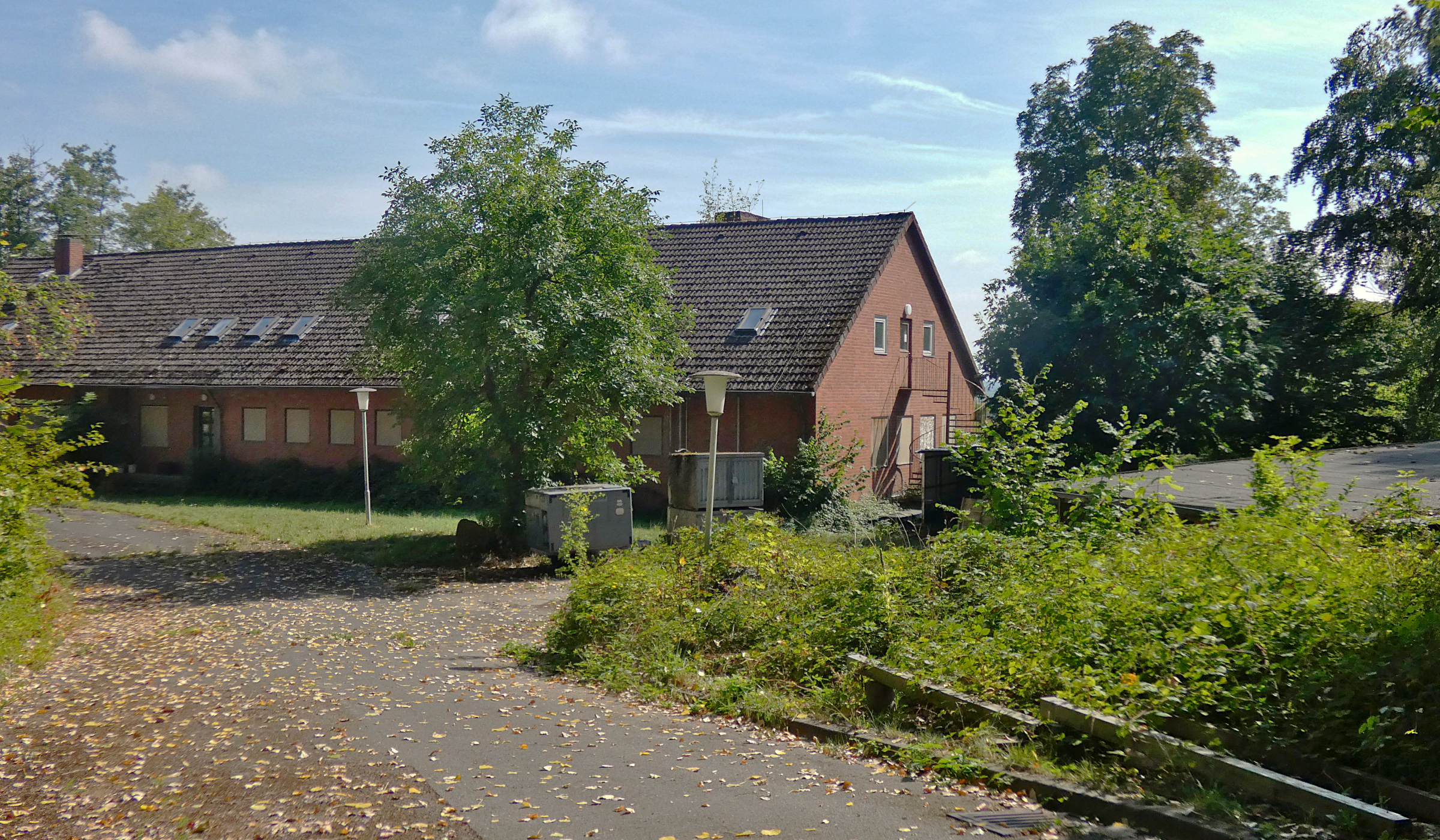
Ehemaliges Dienstgebäude (2022). Der Bunker wird von den Bäumen am rechten Bildrand verdeckt

Das Dienstgebäude ist ein eingeschossiges Bauwerk mit 30 Büros auf 740 m² Nutzfläche.

### Bunker
Der atombombensichere Bunker mit 870 m² Nutzfläche liegt in zehn Metern Tiefe.
Der Bunker in Lüdersen wurde 1966 gebaut.
Einer der nach weitgehend einheitlichen Bauplänen errichteten Bunker hat eine Länge von 49,50 m und eine Breite von 29,00 m. Die auf einem etwa einen Meter dicken Kiesbett gegossene Bodenplatte und die Außenwände des Bunkers bestehen aus 3,00 m dickem Stahlbeton. Die Innenwände sind 0,30 bis 1,00 m stark. Die Bunkerdecke hat die Form eines flachen Satteldachs. Diese Bauform sollte den Regenwasserablauf sichern. Die Decke ist in der Mitte 3,60 m und an den Rändern 3,00 m stark.
Etwa 10 Personen waren pro Schicht im Bunker beschäftigt. Im Dreischichtsystem wurde 365 Tage im Jahr gearbeitet. Im Kriegsfall hätte der Bunker mit 65 Soldaten besetzt sein sollen.
Der Bunker als Kernstück der Anlage sollte für die Dauer von 28 Tagen das gesamte Personal vor der Einwirkung atomarer, chemischer und biologischer Waffen schützen und die Energieversorgung und den unabhängigen Fernmeldebetrieb aufrechterhalten.
Die Klimaanlage konnte etwa 10.000 Kubikmeter Luft pro Stunde filtern. Für die Luftreinigung im Ernstfall wurden spezielle Sandfilter und ABC-Filter vorgehalten.
Die Wasserversorgung sicherten ein eigener Brunnen und ein Wasservorrat von 8000 Litern.
Zur Stromversorgung gab es einen von einem 168 PS starken 8-Zylinder-Dieselmotor getriebenen Generator mit einem Kraftstoffvorrat von 27.000 Litern Dieselkraftstoff. Dazu kamen Batterien, die den Bunker für etwa 8 Stunden mit Elektrizität versorgen konnten.
Der Eingangsbereich konnte hermetisch strahlensicher abgeriegelt werden. Dazu dienten gasdichte Druckwellensicherungstüren mit Gasschleusenanlage, eine Dekontaminationsanlage und Weiteres.
Die Einrichtungen im Bunker waren auf Schwingungsdämpfern installiert, um auch größere Erschütterungen unbeschadet überstehen zu können. Der Bunker hätte sich angeblich bei einer Atombombenexplosion in nächster Nähe auf seiner Kiesbettung um 50 cm verschieben können, ohne funktionsunfähig zu werden.

## Denkmalschutz
Die Bunkeranlage ist unter der Bezeichnung „Bunkeranlage, Holzweg“ als „Baudenkmal Gruppe“ gemäß § 3 Abs. 1 NDSchG unter der Objekt-ID 28823943 geschützt.
Der Atombunker hat als Einzeldenkmal gemäß § 3 Abs. 2 NDSchG die Objekt-ID 28823473.
An der Erhaltung von Atombunker und Bunkeranlage besteht wegen der geschichtlichen Bedeutung ein öffentliches Interesse.